# Guardarruedas

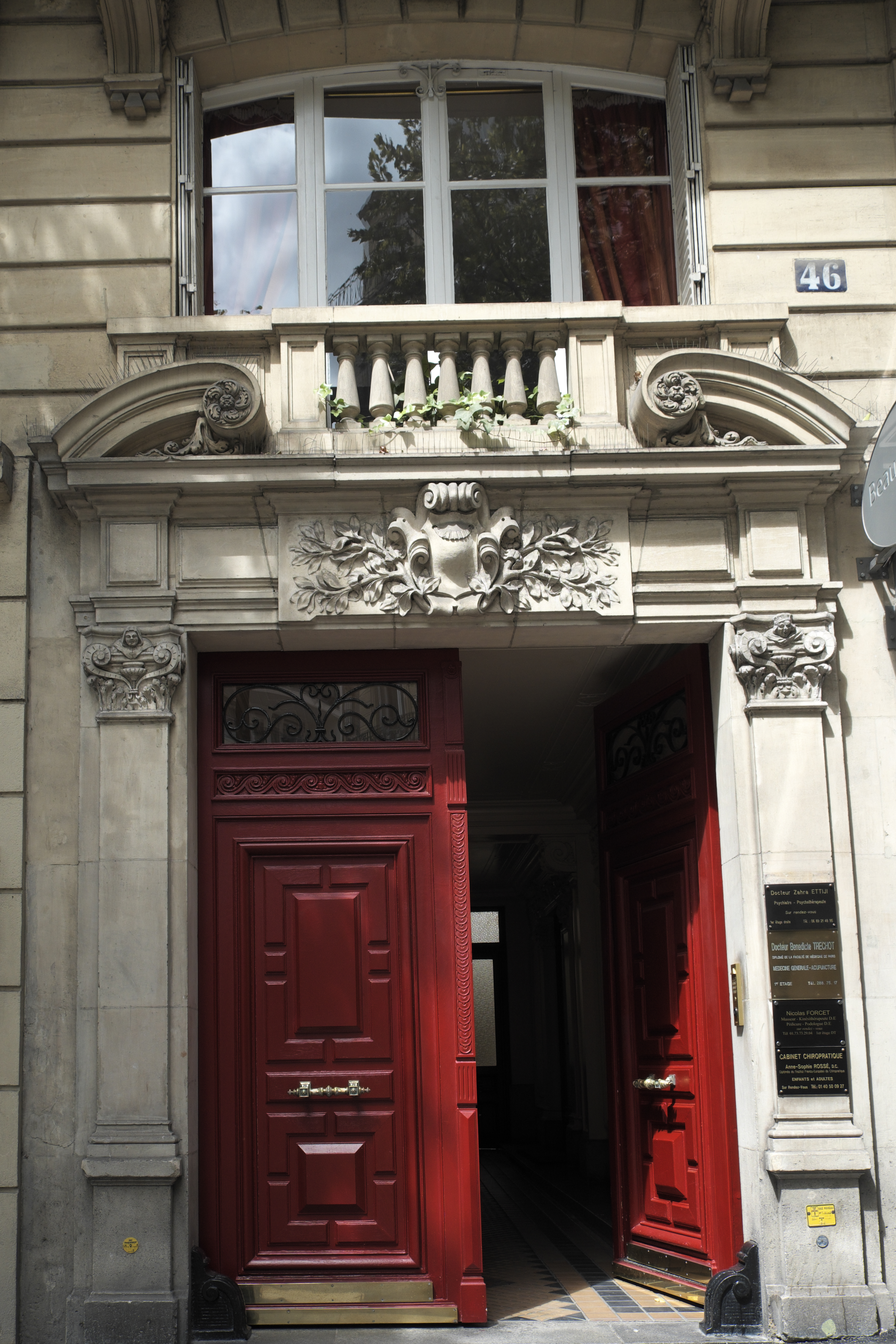
Puerta cochera con guardarruedas

Se llama guardarruedas al recantón de fundición o pieza de hierro contorneado destinado a impedir que las ruedas de los carruajes tropiecen con las aristas de las puertas y sus cercos. 
Los guardarruedas se colocan en las puertas de las cocheras o portales practicados para carruajes para protegerlos de los golpes. La puerta cochera fue una característica de muchas mansiones y edificios públicos de finales del siglo XVIII y del siglo XIX. En la actualidad se encuentran tanto en casas particulares como en edificios públicos, iglesias, hoteles, centros de salud y escuelas. A menudo al pie de la puerta cochera se colocaban los guardarruedas, que actúan como bolardos protectores para evitar que los vehículos dañen la estructura.